# Most Brama Przemyska
 Most Brama Przemyska w Przemyślu – drogowy most wantowy przez rzekę San w ciągu wschodniej obwodnicy Przemyśla łączącej drogę krajową nr 77 z drogą krajową nr 28. Obwodnica pozwala wyeliminować ruch tranzytowy z centrum miasta i ułatwia dojazd do przejścia granicznego z Ukrainą w Medyce.
Most wantowy z estakadą dojazdową o łącznej długości 530 metrów, wsparty jest na dwóch pylonach o wysokości 61,5 metra. W chwili budowy był czwartym pod względem wysokości najwyższym mostem w Polsce. Most wybudowany był przez firmę Mota-Engil Central Europe S.A. w latach 2010-2012.
Obwodnica o długości ok. 4 km przebiega przez dzielnice miasta Budy Wielkie i Błonie. Koszt budowy obwodnicy wraz z mostem wyniósł 220 mln zł. Inwestycja współfinansowana była z budżetu miasta i ze środków unijnych; z programu Rozwój Polski Wschodniej (187 mln zł).
Najbliższe mosty drogowe przez rzekę San znajdują się w centrum Przemyśla.

## Historia budowy
Umowa z wykonawcą podpisana została 21 września 2010, a budowę rozpoczęto 5 listopada 2010. Zakończenie budowy planowane było po 24 miesiącach w 2012 roku.
Most został otwarty wraz z obwodnicą 10 listopada 2012. Otrzymał nazwę "Brama Przemyska".